# 情報満喫バラエティ 週末にしたい10のこと!
『情報満喫バラエティ 週末にしたい10のこと!』（じょうほうまんきつバラエティ しゅうまつにしたい10のこと!）は、2011年4月8日から2012年9月28日まで日本テレビで金曜日25:53 - 26:38（2011年10月からは金曜日25:58 - 26:43、2012年4月からは金曜日26:03 - 26:48、2012年7月からは金曜日25:53 - 26:38）に放送されたバラエティ番組。

## 概要
2011年4月1日まで放送された『映画情報 シネマガ』と『漱石の犬』の後番組。略称は「週10」。
レギュラーやゲストの「週末にしたい10のこと」と関連させながら、日本テレビが制作・販売・主催する番組・DVD・映画・美術展・イベントなどの中から、週末に楽しめるエンターテインメント情報を紹介する。
2011年11月3日から12月29日までは木曜日25:48 - 25:58に姉妹番組『週末にしたい3のこと!』が放送されていた。
基本的な内容や構成は後継番組の『東京暇人』に受け継がれた。最終回では最後に「またいつか」の字幕が加えられていたものの、次に『東京暇人』が放送されることには特に触れていなかった。

## 出演者
- アンジャッシュ
- サンドウィッチマン
- ナイツ

- 葉加瀬マイ
- 加藤紗里
- 植田せりな
- 鎌田紘子
- 三輪麻未
- ヴァネッサ
- 竹田愛

### 過去の出演者
- SUPER☆GiRLS（主に八坂沙織、志村理佳、宮崎理奈、荒井玲良）
- 丸高愛実
- 清水ゆう子
- 齊藤夢愛
- 青島あきな（現：大田明奈）
- 采女華
- 原愛実
- 青山玲子
- 佐藤瀬奈
- 滝川綾
- 森はるか
- 萬井真代
- 川上ジュリア
- 武智ミドリ
- 桜井未来
- 椿木琴乃
- 中川杏奈
- 立花サキ
- 真野淳子
- 相川友希
- 萬井真代
- 綱島恵里香
- 渋谷ゆり
- 愛原藤子
- 倉橋由貴
- 加藤遥
- 白石みずほ
- 村上麻莉奈
- 黒澤ゆりか
- 浜乃りれい

## エンディングテーマ
- 2011年4月・5月：SUPER☆GiRLS「初恋グラフィティ」
- 2011年6月 - 12月：SUPER☆GiRLS「MAX!乙女心」
- 2012年1月 - 3月：川上ジュリア「桜涙 with 松山女子高 書道ガールズ」
- 2012年4月 - ：三浦サリー「恋ノ歌〜キミに出逢えて〜」

## スタッフ
- ナレーション：森富美（日本テレビアナウンサー）
- 企画：奥田誠治
- 構成：志村和哉
- AP：森千花子（以前は、プロデューサー）
- AD：長尾まどか
- ディレクター：石井玲、金井貴志
- プロデューサー：倉田貴也
- チーフプロデューサー：井上健
- 制作協力：AX-ON
- 製作著作：日本テレビ

### 過去のスタッフ
- ディレクター：遠山薫
- チーフプロデューサー：髙鳥一郎、塩谷憲昭